# Wilhelm Leijonancker
Fredrik Wilhelm Erik Carl Leijonancker (i riksdagen kallad Leijonancker i Stockholm och Leijonancker i Halmstad), född 19 mars 1818 på egendomen Viken, Skaraborgs län, död 16 april 1883 i Stockholm, var en svensk ämbetsman och ingenjör. Han blev känd för konstruktionen av Stockholms första vattenledningsnät 1861.
Leijonancker blev 1836 sekundlöjtnant vid flottan samt gjorde sedan tjänst på handelsfartyg under resor till Nordamerika och Västindien. Efter sin hemkomst genomgick Leijonancker Högre artilleriläroverket på Marieberg och blev 1839 ingenjörofficer. Senare vidgade han sina insikter i olika grenar av ingenjörvetenskapen vid Trollhätte kanalbyggnad och Motala verkstad. Han var 1844-64 lärare i civil- samt väg- och vattenbyggnad vid Marieberg, 1846-54 lärare i praktisk byggnadskonst vid Konstakademien och 1858-70 lärare i byggnadskonst vid Teknologiska institutet. Under tiden avancerade han vid Väg- och vattenbyggnadskåren, där han 1858 utnämndes till överstelöjtnant. Samma år förordnades han till byråchef i Styrelsen för allmänna väg- och vattenbyggnader. Bland de många arbeten Leijonancker under denna tid ledde kan nämnas Stockholms, Karlskronas och Jönköpings vattenledningar samt nya kemiska laboratoriebyggnaden i Uppsala, varjämte han utarbetade en mängd förslag till järnvägs- och farledsbyggnader. 1870 tillförordnades Leijonancker landshövdingetjänsten i Hallands län och blev 1876 ordinarie landshövding där. Han verkade till länets förkovran i många avseenden; särskilt inlade han förtjänst om dess samfärdsförbindelser och var den verksammaste befordraren av Halmstad-Nässjö Järnvägs anläggning. 
Som självskriven ledamot av ridderskapet och adeln bevistade Leijonancker ståndsriksdagarna ända från 1844, och 1868-76 hade han plats i Första kammaren, som representant för Göteborgs och Bohus län. Under nio riksdagar var han ledamot av statsutskottet. 
Leijonancker utgav (tillsammans med R. M. Klinckowström) "Tidskrift för svenske ingenieurer" (1850-52). Han blev ledamot av Krigsvetenskapsakademien 1850 och av Lantbruksakademien 1858.